# Дарвінізм
Дарвіні́зм — учення і науково-філософська концепція, що ґрунтується на теорії еволюції Чарльза Дарвіна. Термін «дарвінізм» був уперше застосований у квітні 1860 року Томасом Гакслі, коли в Вестмінстерському журналі Гакслі розмістив публікацію про наукову працю Дарвіна — походження одних біологічних видів від інших.
За Ернстом Майром, Дарвін висунув п'ять порівняно самостійних теорій: про еволюцію життя як таку, про загальне походження видів, поступовість еволюції, розмноження видів і природний добір. Тому дарвінізмом слід називати не вчення самого Дарвіна, а те, що склали його послідовники. Під терміном «дарвінізм» часто помилково розуміють всі погляди на біологічну еволюцію або весь еволюційний світогляд. Насправді Дарвін не був першим, хто писав про мінливість життя і походження одних біологічних видів від інших.
Дарвінізм, поєднаний з ученням про мутації та уявленнями про популяцію як елементарну одиницю еволюції, ліг в основу сучасної синтетичної теорії еволюції.

## Учення
Дарвінізм є одним з учень, яке пояснює історію та різноманітність життя на Землі. Вперше його засади сформульовано в книзі «Про походження видів» Чарльзом Дарвіном у 1859 році. Хоча погляди Дарвіна лишилися основою вчення, його послідовники заперечували чи уточнювали деякі з положень. На формування дарвінізму безпосередньо вплинув геолог Чарльз Лаєлл, який у книзі «Принципи геології» описав змінюваність із часом біологічних видів. Дарвін зробив висновок, що єдиним процесом, який міг створити систематичні закономірності в літописі скам'янілостей і біогеографічному розподілі видів, був процес повільної трансформації одних видів у інші.
Еволюція видів, згідно з дарвінізмом, спричинена взаємодією трьох принципів: 1) мінливість, причини якої сам Дарвін не пояснював; 2) спадковість — консервативна сила, що передає риси від батьків нащадкам; 3) боротьба за існування, яка визначає переваги одних особин над іншими.
Як пояснював Дарвін, біологічні види складаються з особин, які мало відрізняються одна від одної, та мають тенденцію до розмноження протягом поколінь за геометричною прогресією. Розмноження стримують обмежені ресурси, хвороби, хижаки тощо, що породжує боротьбу за виживання серед представників виду. Деякі особини мають особливості, що дають їм невелику перевагу в цій боротьбі, ефективніше споживання чи кращий доступ до ресурсів, більший опір хворобам, більший успіх у уникненні хижаків тощо. Ці особини, як правило, краще виживають і залишають більше потомства. Потомство відповідно успадковує особливості своїх батьків. Таким чином відбувається природний добір — пристосованіші особини з вищими шансами виживають, а їхні корисні риси поширюються в популяції. Через тривалий період часу нащадки стають так відрізнятися від предків, що їх можна класифікувати як новий біологічний вид.

## Головні представники
З-поміж учених, які приймали вчення Дарвіна за основу власних концепцій та пропагували його, були:
- Томас Генрі Гакслі
- Ернст Геккель
- Карл Негелі
- Джон Тіндаль
- Август Вайсман
- Альфред Рассел Воллес
- Генрі Чарльтон Бастіан[2].

## Дарвінізм у світі

### Дарвінізм в Україні
Одним з перших поширювачів знань про еволюційне вчення в Україні став Іван Галущинський, який 1903 року видав книгу «Дарвінізм або наука о походженю»:
- Галущиньський, І. 1903. Дарвінізм або наука о походженю. Друкарня товариства «Рускої Ради», Чернівці, 1–63.[5].

Книгу Дарвіна було перекладено українською двічі. Перше видання видруковано у Харкові 1936 року з оригінального перекладу Володимиром Державиним з англійської, наступне — у Києві 1949 р. та перевидане у Львові 2009 р. у перекладі з російської.
- Дарвін, Ч. 1936. Походження видів через природний добір або збереження сприяних порід у боротьбі за життя. Переклад з шостого англійського видання В. Державіна за редакцією і з передмовою І. М. Полякова. Державне медичне видавництво, [Харків], 1—675.
- Дарвін, Ч. 1949. Походження видів (перекл. з рос. [автор перекладу невідомий]). Держ. вид-во сільськогосп. літ-ри УРСР, Київ, Харків, 1—444.
- Дарвін, Ч. 2009. Походження видів шляхом природного відбору або збереження порід у боротьбі за життя: [пер. з англ.][6] / Федерація органічного руху України. ЛА «Піраміда», Львів, 1-548. ISBN 978-966-411-143-6.

Станом на 2019 рік в Україні це видання у продажу на сайтах видавництв відсутнє, немає його і в електронних бібліотеках.

### У Російській імперії
Вчення Дарвіна в Російській імперії оголосили богохульним і в 1872 році начальник Імператорського управління у справах друку і головний цензор Росії М. М. Лонгінов намагався заборонити видання праць Чарльза Дарвіна. Відомий поет граф Олексій Толстой висміяв його сатиричною поемою.

## Виноски
1. ↑  Т. Гекслі, Дарвін про походження видів у Westminster Review. Band 17, April 1860, стор 541—570 онлайн [Архівовано 17 вересня 2011 у Wayback Machine.]
2. 1 2  Peretó, Juli; Català, Jesús (2012-09). Darwinism and the Origin of Life. Evolution: Education and Outreach (англ.). Т. 5, № 3. с. 337—341. doi:10.1007/s12052-012-0442-x. ISSN 1936-6434. Процитовано 21 вересня 2022.
3. 1 2  Lennox, James (13 серпня 2004). Darwinism. Процитовано 21 вересня 2022.
4. ↑  Darwinism | Definition & Facts | Britannica. www.britannica.com (англ.). Процитовано 21 вересня 2022.
5. ↑  Галущиньський, І. 1903. Дарвінізм або наука о походженю. Друкарня товариства «Рускої Ради», Чернівці, 1–63. (торент на Толоці)
6. ↑  На сторінці про це видання вказано, що мова про передрук з видання 1949 року [Архівовано 9 грудня 2019 у Wayback Machine.], тобто з російського перекладу, а не з оригіналу англійською. Чому видавництво вирішило друкувати такий переклад замість наявного українського, не пояснено. як і те, чому ключове словосполучення «природний добір», зокрема й у назві твору, замінено ними на кальковане з російської «відбір».
7. ↑  Послання М. М. Лонгінову про дарвінізм. Архів оригіналу за 12 травня 2013. Процитовано 24 січня 2013.